# Korea Aerospace Industries
Korea Aerospace Industries (KAI) (korejsky: 한국항공우주산업, hanča: 韓國航空宇宙産業) je jihokorejský letecký výrobce založený roku 1999 jako joint venture Samsung Aerospace, letecké divize Daewoo Heavy Industries a Hyundai Space and Aircraft Company.

## Produkty

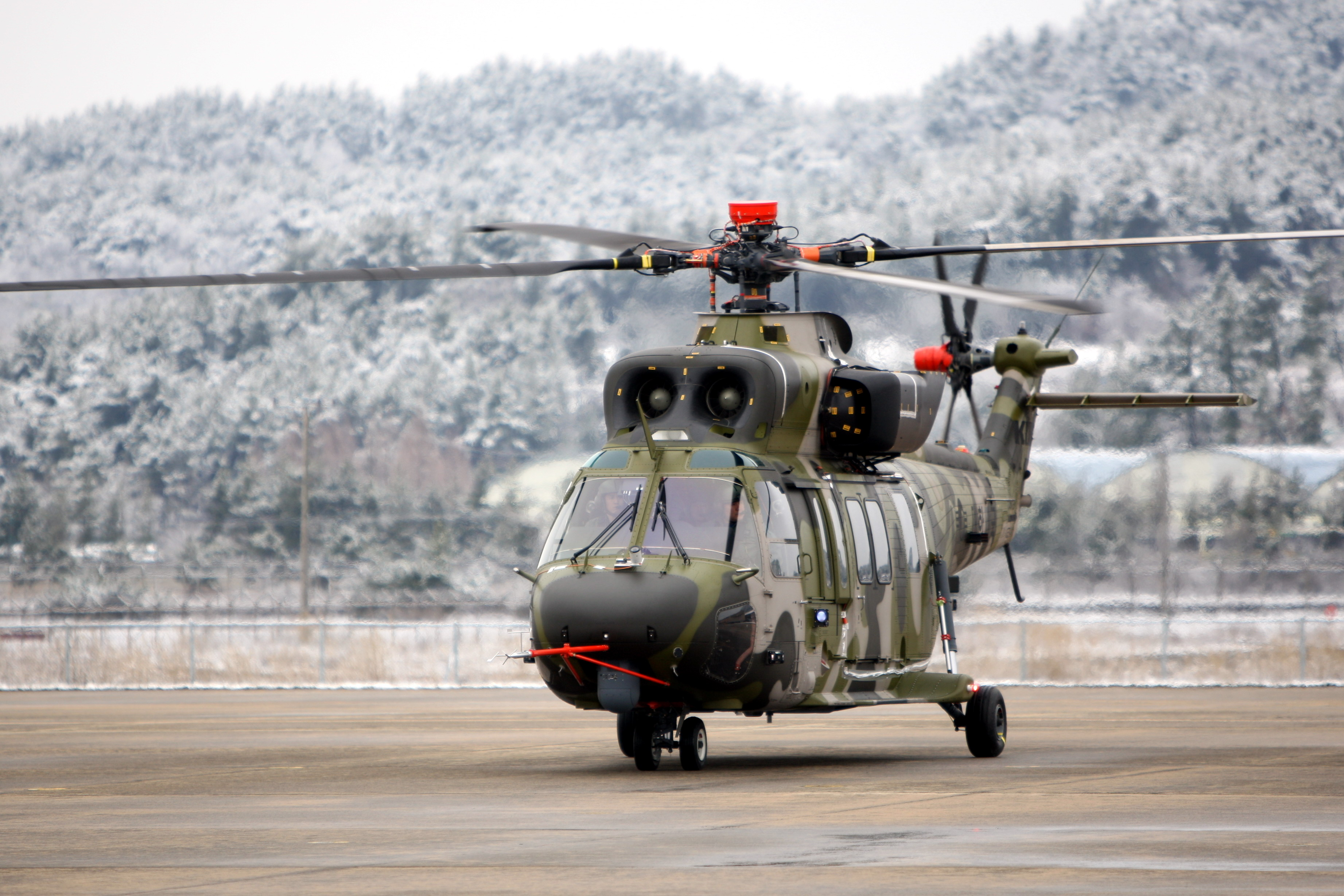
KUH-1 Surion

### Letouny
- KAI KT-1 Woongbi (2000)
- KAI KC-100 Naraon (2011)
- KAI T-50 Golden Eagle (2005)
- KAI KF-X (ve vývoji)

### Vrtulníky
- KAI KUH-1 Surion (2013)
- KAI LAH-1 Miron (Light Attack Helicopter, derivát typu Airbus Helicopters H155)
- KAI LCH (Light Civil Helicopter, derivát typu H155)
- Bell 427 (ve spolupráci s Bell Helicopter)
- Bell 429 (ve spolupráci s Bell Helicopter)